# Libuš
Libuš (německy Libusch) je městská čtvrť a katastrální území na jižním okraji Prahy tvořící menší část území městské části Praha-Libuš. Je zde evidováno 64 ulic a 825 adres. Žije zde zhruba pět tisíc obyvatel. Před připojením k Praze v roce 1968 byla Libuš obcí, v době připojení měla 1955 obyvatel.
Podle Libuše je také pojmenovaná specializovaná meteorologická stanice Libuš (observatoř Libuš či Praha-Libuš) a meteorologická věž Libuš, přestože v aktuálním katastrálním a správním členění spadají do území Kamýku, před vznikem tohoto katastru do Libuše. 

## Historie

### Nejstarší historie
Podle pověstí byla Libuš již v době kněžny Libuše místem s vyhlášeným chovem hus. Její název je někdy od kněžny odvozován, ale ve skutečnosti vznikl podle osobního jména libušského hospodáře. Druhotvar toho jména zněl Libouš (viz Profous). Libuš byla malou vesnicí, o které se z historie dochovalo jen málo zpráv. První nalezená písemná zmínka je datována do roku 1321, kdy zdejší tvrz dobyli staroměstští měšťané. Stavebně historický průzkum z roku 2009 prokázal, že tvrz nestála na místě domu čp. 1. Stejně je tomu s údajnou zachovalou okrouhlou věží, která měla u domu stát až do poloviny 19. století. Původní zpráva pochází od pamětníka a byla zaznamenaná Cyrilem Merhoutem začátkem 20. století. Sklepení s mohutným zdivem, v kterém má být podle pověsti zazděný vchod do tajné chodby na nedaleký Nový hrad Václava IV. je až stavbou z části 18. a z části až konce 19. století. Pověst proto na Libuši nemá reálné základy. Minimálně v souvislosti s domem čp. 1.
V roce 1367 tvrz a obec vlastnil Ješek Rost, v roce 1406 Mikuláš z Libuše. Po husitských válkách potvrdil vlastnictví obce Starému městu císař Zikmund. Neznámo kdy Libuš zpustla, nejspíše se tak stalo již na počátku 16. století. Znovu se na jejím území usadili lidé až před rokem 1688. Tehdy Libuš ke kunratickému panství přikoupil Jan František, mladší syn novoměstského hejtmana Václava Karla Čebelického ze Soutic. Libuš byla jen malou vesnicí, celé 18. století čítala jen osm domů a panskou hospodu. K tomuto období se dochovalo velmi málo pramenů.
Stabilní katastr v roce 1843 uvádí 23 domů a 135 obyvatel. V této době se z Libuše stává známá husařská obec, z které se vyvážely husy nejen na pražské trhy, ale i do zahraničí.

### Správní uspořádání
Osada Libuš přináležela k sousední 1,5 km vzdálené politické obci Kunratice až do dne 30. března 1930, kdy se vynesením Zemského úřadu v Praze stala samostatnou obcí politickou.
V roce 1968 byla Libuš jako průmyslově-zemědělská vesnice s 1955 obyvateli připojena k Praze. Při připojení si zachovala vlastní místní národní výbor, který byl podřízen obvodnímu národnímu výboru Prahy 4.
V roce 1974 byla k Praze připojena též Písnice, přitom byl zrušen její místní národní výbor a někdejší samostatná obec byla podřízena místnímu národnímu výboru v Libuši. Podle informací na stránce písnických hasičů se MNV v roce 1974 jmenoval Libuš-Písnice a teprve někdy později byl přejmenován na Praha-Libuš.
Kolem roku 1988 začaly být některé dosavadní působnosti ONV Praha 4 přenášeny na MNV Praha-Modřany. V letech 1995–2001 bylo území městské části Praha-Libuš společně s územím městské části Praha-Kunratice v rámci patnáctiobvodového členění zařazeno do rozšířeného správního obvodu sousední městské části Praha 12, tedy původní m. č. Praha-Modřany. Současně městská část Praha-Libuš měla působnost například stavebního nebo živnostenského úřadu pro své území i pro území městské části Praha-Kunratice.
Při další správní reformě od roku 2002 o tyto nadstandardní kompetence přišla a stala se jednou z 35 „malých“ městských částí, jejichž správní obvody nepřesahují vlastní území; dosavadní nadstandardní kompetence přenesené působnosti pro její území převzala Praha 12, zatímco působnost pro Kunratice převzala městská část Praha 4.

## Území
Ačkoliv zdánlivě jsou Libuš a Písnice od sebe odděleny nezastavěným pásem v úrovni Kunratické spojky, ve skutečnosti jižní část souvislé zástavby (jižně od ulice Výletní) již patří k Písnici.
Jádro Libuše se nachází podél ulice Libušské, zejména poblíž křižovatek s Dobronickou ulicí (kde je i úřad městské části a pošta Praha 413) a s Meteorologickou ulicí. Poblíž centra Libuše je i hotel Cham, nedaleko jihovýchodně hotel Libuš.
Na severovýchodě Libuše, na pomezí Libuše a Lhotky (do obou zasahující), se nachází část s historickým názvem Jalový Dvůr nebo Jalové Dvory. V 18. a 19. století je zmiňována jako osada, podobně jako blízké Nové Dvory, které k Libuši nepatří.
K Libuši patří i severozápadní výběžek území obklopený územím Kamýku a se zbytkem území Libuše spojený jen úzkým proužkem překračujícím Novodvorskou ulici. Tento výběžek je vymezen na severu ulicemi Šatrova, K hájovně a U vodojemu, na jihozápadě půlkruhovou ulicí K lesu a ulicí Smotlachovou.

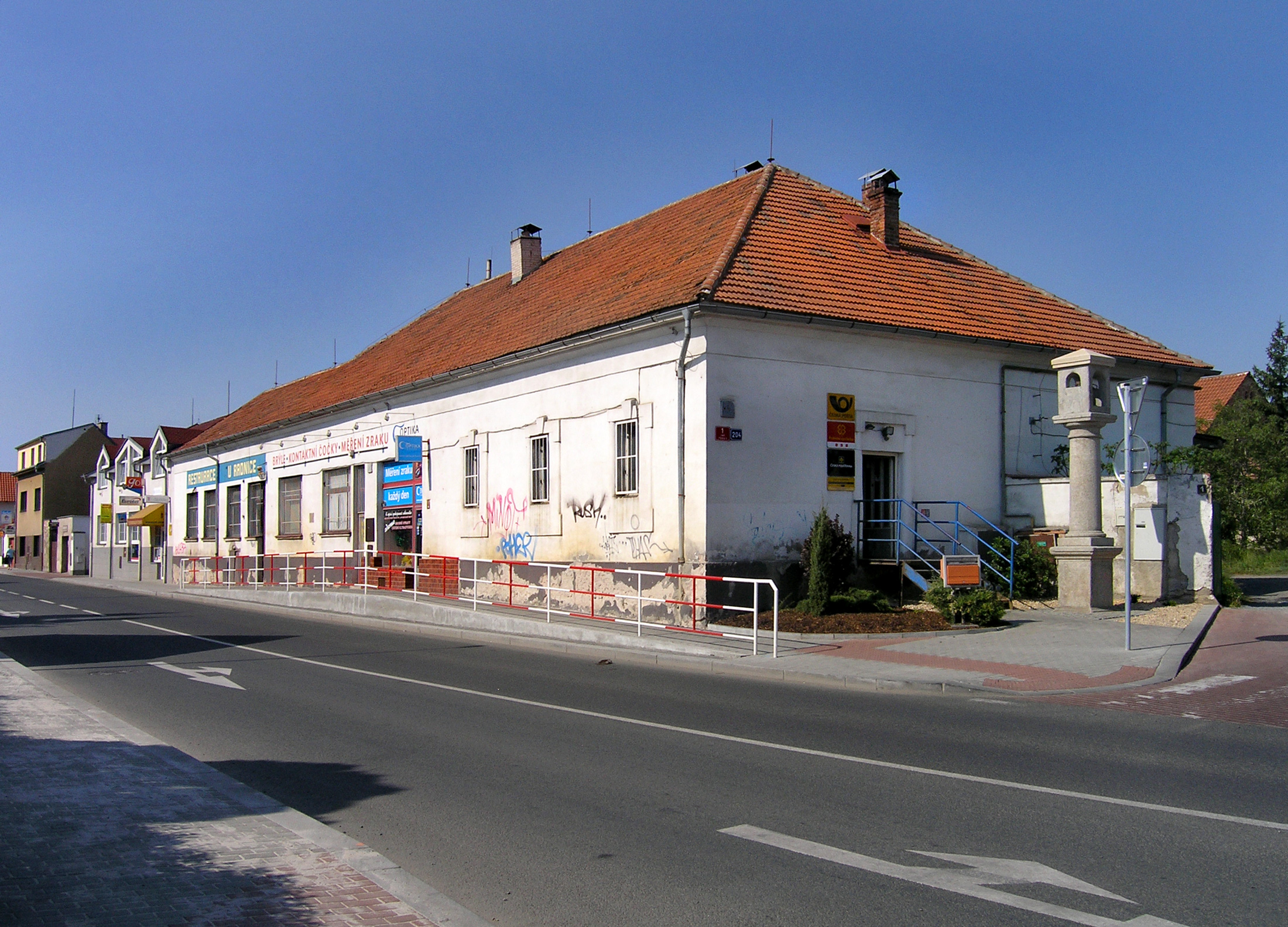
Budova pošty u křižovatky Libušské a Dobronické

V jihozápadní Libuši se nachází Základní škola Meteorologická (jižně od stejnojmenné ulice). Poblíž je hřiště FSC Libuš. Na jihu Libuše, u hranice s Písnicí, je sokolovna jednoty Sokol Libuš.
Na území Libuše je v severozápadní části zahrádkářská osada mezi ulicemi K lesu a U zahrádkářské kolonie. Další zahrádkářské osady poblíž Jalového Dvora mezi ulicemi Božejovická a Drůbežářská ustoupily nové výstavbě.
V jihozápadní části území Libuše pramení Libušský potok, v mapách někdy zaměňovaný s Písnickým potokem, s nímž se na hranici Libuše a Modřan stéká. Libušský potok je pod soutokem již na území Modřan. Do této části Libuše zasahuje přírodní památka Modřanská rokle i přírodní park Modřanská rokle – Cholupice.
V jihovýchodní části na území Libuše zasahuje průmyslová zóna Kunratic (s původním místním názvem Paběnice) a Písnice. Konkrétně zejména areál Vodních staveb a dřívějšího písnického masokombinátu (později tržnice Sapa), i když ten leží větší částí v katastru Písnice.

### Další objekty pojmenované po Libuši
Se jménem Libuše bývaly či jsou spojeny objekty, které se nacházejí zčásti nebo zcela mimo katastrální území Libuš.
Sídliště Lhotka-Libuš leží na území Kamýku, před zřízením tohoto nového katastrálního území v roce 1988 leželo na území Lhotky a Libuše.
Masokombinát Písnice (Masospol Písnice a. s.) se dříve označoval jako Masokombinát Libuš. Jeho hlavní část leží v Písnici a jen menší části na severu zasahují do Libuše a Kunratic.
Rovněž meteorologická observatoř Českého hydrometeorologického ústavu spadající od roku 1988 do nového katastrálního území Kamýk (a předtím do Libuše) bývala dříve označována podle nejbližší obytné zástavby jako libušská a dodnes se autobusová zastávka u ní jmenuje Observatoř Libuš.

## Doprava

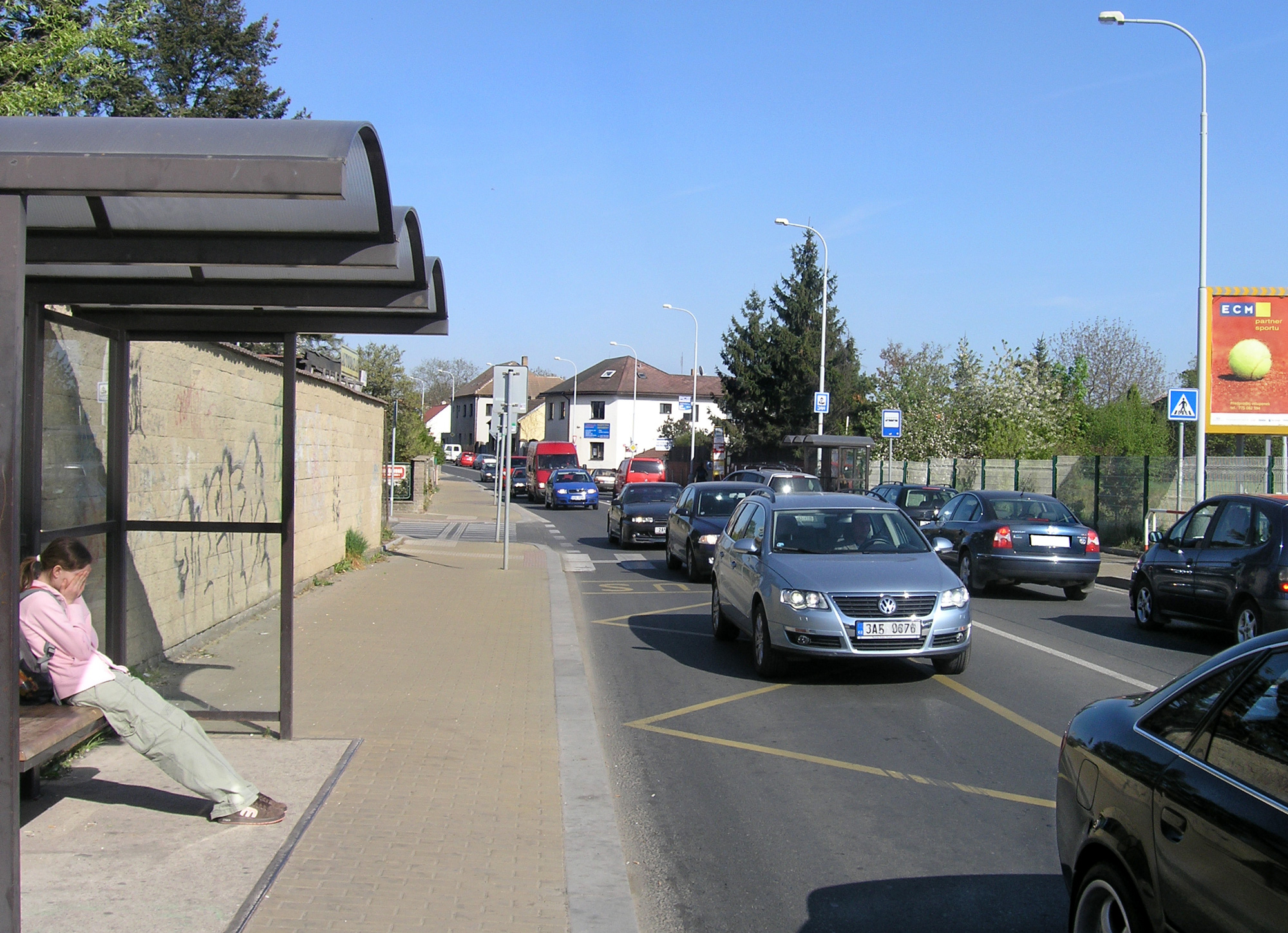
Meteorologická ulice – spojka mezi „starou“ a „novou“ Libuší. Pátek odpoledne.

Dopravní páteří Libuše i Písnice je Libušská ulice, součást trasy Krč – Dolní Břežany. Kolmo z ní odbočují Dobronická ulice na východ do Kunratic a o něco jižněji Meteorologická ulice kolem jižního Kamýku do Modřan.
Dopravní spojení je zajišťováno autobusovou linkou č. 113 a dalšími linkami směrem do Krče a Michle na linku metra C ke stanici Kačerov a do stanice metra B Smíchovské nádraží, linkou č. 165 na východ do Kunratic a Jižního Města a na západ do Modřan, Zbraslavi a Radotína.
V budoucnu by měla Libuš s centrem města spojovat nová trasa D pražského metra, která by měla od Krče vést přes Libuš do severní části Písnice, kde by měla mít i depo. Současně by do oblasti Libuše měla být prodloužena i stávající tramvajová trať do Modřan.

## Meteorologie

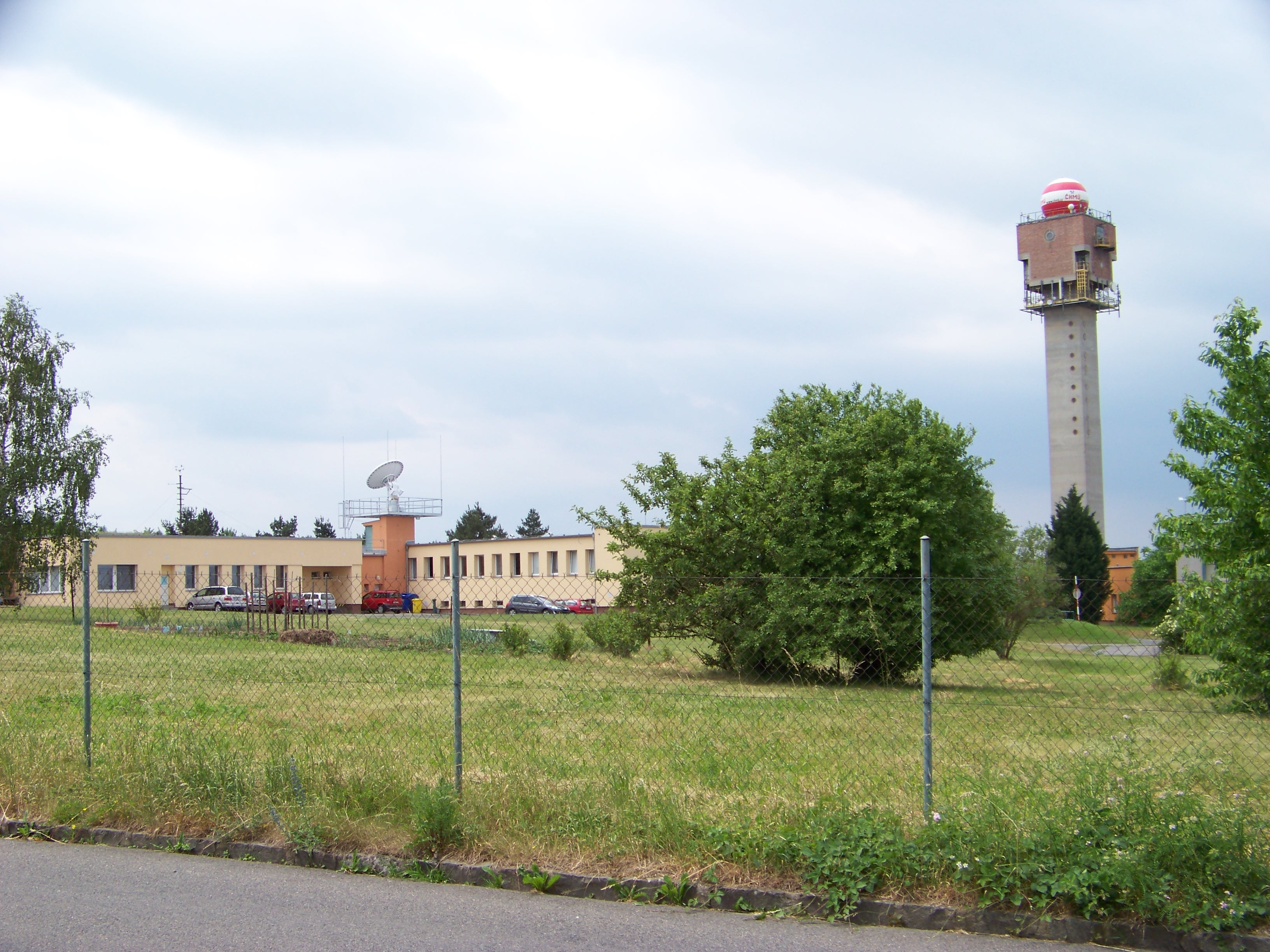
Meteorologická stanice s věží

Meteorologická stanice Praha-Libuš Českého hydrometeorologického ústavu sídlí od roku 1970 na katastrálním území Libuše, nyní Kamýku (adresa Gen. Šišky 1). Její budova z let 1973–1979 s bývalou radarovou věží je dílem architekta Karla Hubáčka. Provádí se zde celá řada měření a pozorování a také aerologická měření atmosféry sondami vypouštěnými pomocí balónů.